# Basílica de San Julián (Brioude)
La basílica [de] San Julián (en francés: basilique Saint-Julien) es una basílica medieval francesa de estilo románico auvernés situada en la pequeña ciudad de Brioude en el departamento de Haute-Loire, en la región de Auvernia-Ródano-Alpes. Dedicada a san Julián de Brioude, un soldado romano convertido al cristianismo que fue martirizado en el año 304, es la iglesia románica más grande de Auvernia.
Fue objeto de una clasificación al título de monumento histórico de Francia, parte de la primera lista de monumentos históricos del país, la lista de monumentos históricos de 1840, que contaba con 1034 monumentos.
La iglesia fue erigida en basílica menor por Pio XII el 26 de abril de 1957.

## Historia
El primer santuario dedicado a san Julián se remonta a finales del siglo IV. Fue construido en el lugar de la supuesta tumba del santo por una dama española, en agradecimiento por el cumplimiento de un voto. Gregorio de Tours, que pasó un tiempo en la basílica, informa que la reputación del santo se propagó, atrayendo peregrinos. Una primera iglesia fue construida entonces. El duque Victorius, gobernador visigodo de Auvernia, la adornó con columnas de mármol procedentes de monumentos antiguos; los restos de columnas acanaladas que se encuentran en la cripta tal vez sean parte de ellas. Se estableció también un clero para celebrar el culto y acoger a los fieles: Gregorio de Tours menciona en sus escritos la existencia de un monasterio y de monjes.
Esta primera iglesia, ya situafa en plena época merovingia, pudo haber sido destruida por un incendio. Una nueva iglesia, carolingia, construida en los siglos VIII y IX la sucedió; de ella es testimonio actual el mosaico del coro. En el 825 un edicto le confirió una amplia autonomía, así como la «inmunidad», es decir, la exención de tasas. Una acta del 874 menciona un capítulo de canónigos con veintiún casas de, al que se confía la custodia de la tumba del santo. El papa Formoso (891), después de una visita, le habría concedido el privilegio de no rendir cuentas más que a la Santa Sede. Aprovechando la decadencia del Imperio carolingio, los guillermitas tomaron posesión de Brioude y pasaron a ser aus abades; es por ello que el duque Guillermo I de Aquitania, que murió en el año 918, fue enterrado en la basílica, cerca de la tumba del mártir Julián.
Brioude pasó después a depender de los condes de Gévaudan, y después de los condes de Auvernia. El capítulo de San Julián cuenta por aquel entonces en su seno con descendientes de las más importantes familias de la Auvernia. Acogió en especial a Odilon de Mercœur y a Robert de Turlande, quienes no obstante acabaron prefiriendo, el uno la abadía de Cluny, y el otro la vida eremítica tras la fundación de la abadía de Chaise-Dieu.
La construcción de la iglesia románica actual data de la segunda mitad del siglo XI. Se vio favorecida por el desarrollo de Brioude, convertida en lugar de peregrinación y en etapa de las tres grandes peregrinaciones medievales: el Camino de Santiago de Compostela, el de Roma, y el de Jerusalén. El capítulo intentó entonces liberarse de la tutela de los condes de Auvernia. El papa Urbano II, llegado a Clermont en 1095 para predicar la Primera Cruzada, tomó San Julián bajo su responsabilidad directa; y su sucesor, Pascual II, confirmó el derecho del capítulo a designar a su abad y a su preboste. El rey Luis VII afirmó también que el capítulo dependía de él. Mientras tanto, empezaron a surgir desacuerdos dentro del mismo capítulo, que reflejaban la rivalidad entre las familias de Mercœur y de Auvernia. En 1223, tras la anexión de la región de Auvernia al dominio real, el capítulo compra a los condes de Auvernia sus derechos feudales sobre Brioude. El capítulo de San Julián mantuvo el control sobre Brioude hasta la Revolución, que contempla su eliminación. La iglesia, reasignada para uso como parroquia en el 1794, ha de ver cómo uno de sus campanarios es abatido, y el otro decapitado.
En 1837, Prosper Mérimée visitó  San Julián y la describió como una «iglesia bizantina de gran carácter, que a pesar de todo lo que ha sufrido, todavía puede ser clasificada entre los edificios más notables con que cuenta la Auvernia.» Obtuvo su clasificación al título de lo monumento histórico en la lista de 1840. La restauración de la iglesia fue confiada al arquitecto diocesano Aymon Mallet, quien dirigió los trabajo inspirándose en otros grandes edificios románicos de Auvernia, borrando en el proceso las disparidades de estilo originales debidas a un período de construcción demasiado largo. El arquitecto dirigió en particular la restauración de las pinturas murales de la capilla de San Miguel (1851), la de las puertas románicas (1857-1858), la de la fachada oeste (1862-1863), e incluso la de la torre, con la reconstrucción de los dos pisos y la construcción de un campanario con tejas planas vidriadas (1862-1864). Por último, la iglesia fue erigida en basílica menor por el papa Pio XII, el 26 de abril de 1957.

### El Capítulo de Saint-Julien-de-Brioude
Tuvo Brioude un capítulo de nobles cuyos miembros, que tenían que demostrar su pertenencia a la nobleza más rancia de Auvernia, tenían, al igual que los de Lyon, el título del canónigo-conde.

## Arquitectura

### Arquitectura exterior

#### La cabecera
La basílica de Saint-Julien de Brioude presenta un coro adornado con un mosaico de rosetas en piedras policromadas y de una de cabecera con deambulatorio y capillas radiantes. A diferencia de las iglesias llamadas «mayores» de la Baja Auvernia, la basílica de Saint-Julien carece del «macizo barlongo», ese macizo alargado transversalmente que corona el crucero del transepto y tiene dos tejados inclinados que enmarcan el nacimiento del campanario, macizo responsable de la silueta característica de esas «iglesias mayores» auvernesas. Por otra parte, presenta a nivel de las ventanas  ornamentaciones que nunca se ven en las «iglesias mayores»: las ventanas del deambulatorio  y sus capillas radiantes están encuadradas por columnas con capiteles, mientras que las del coro se enmarcan por vanos ciegos, formando así tripletas.

Fachada y transeptos
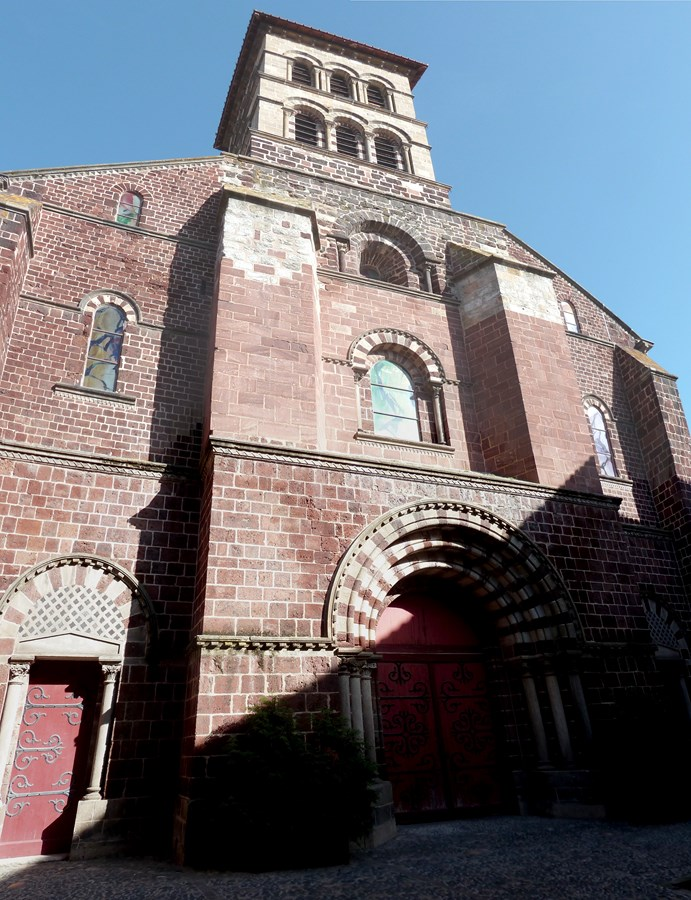
Fachada
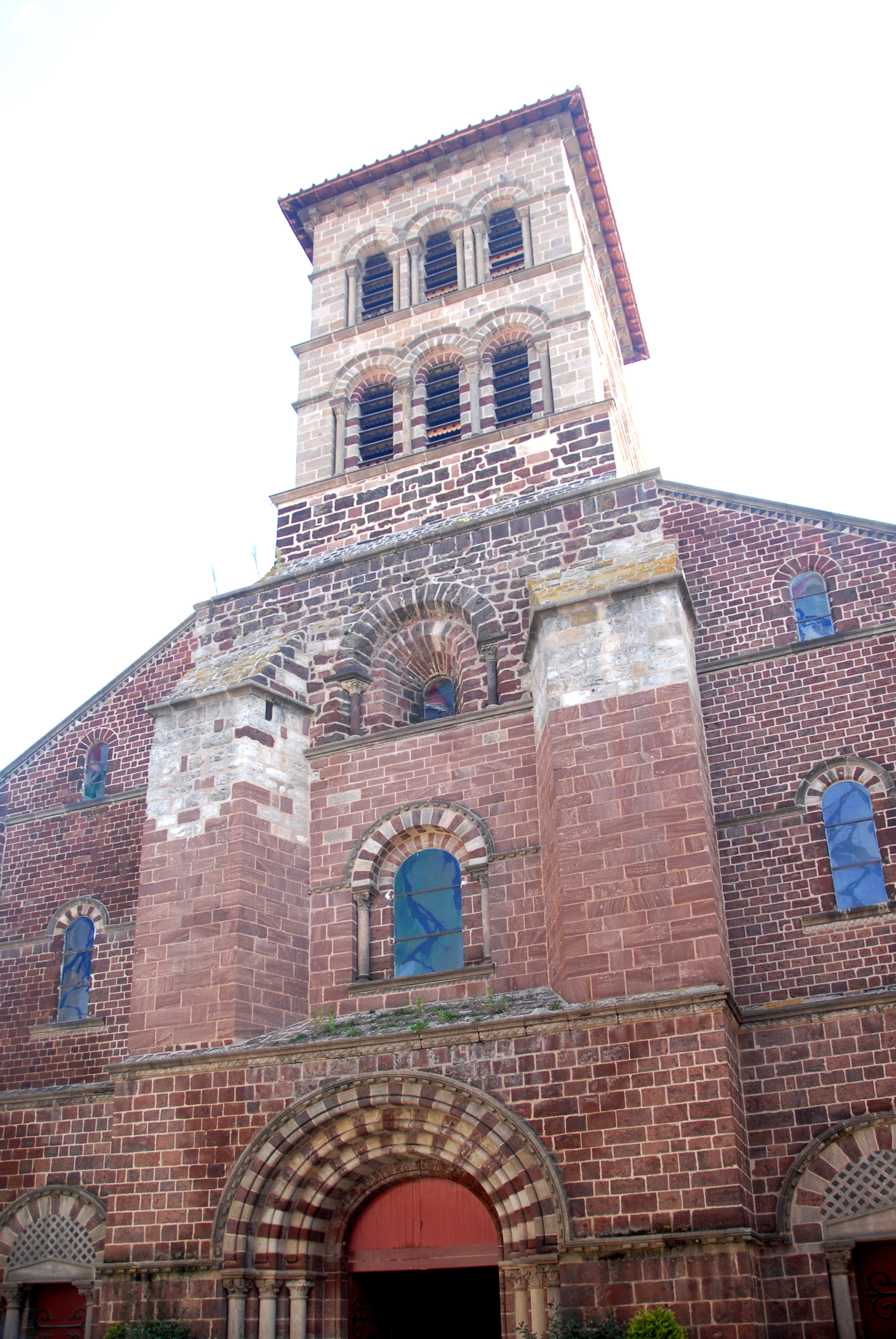
Fachada
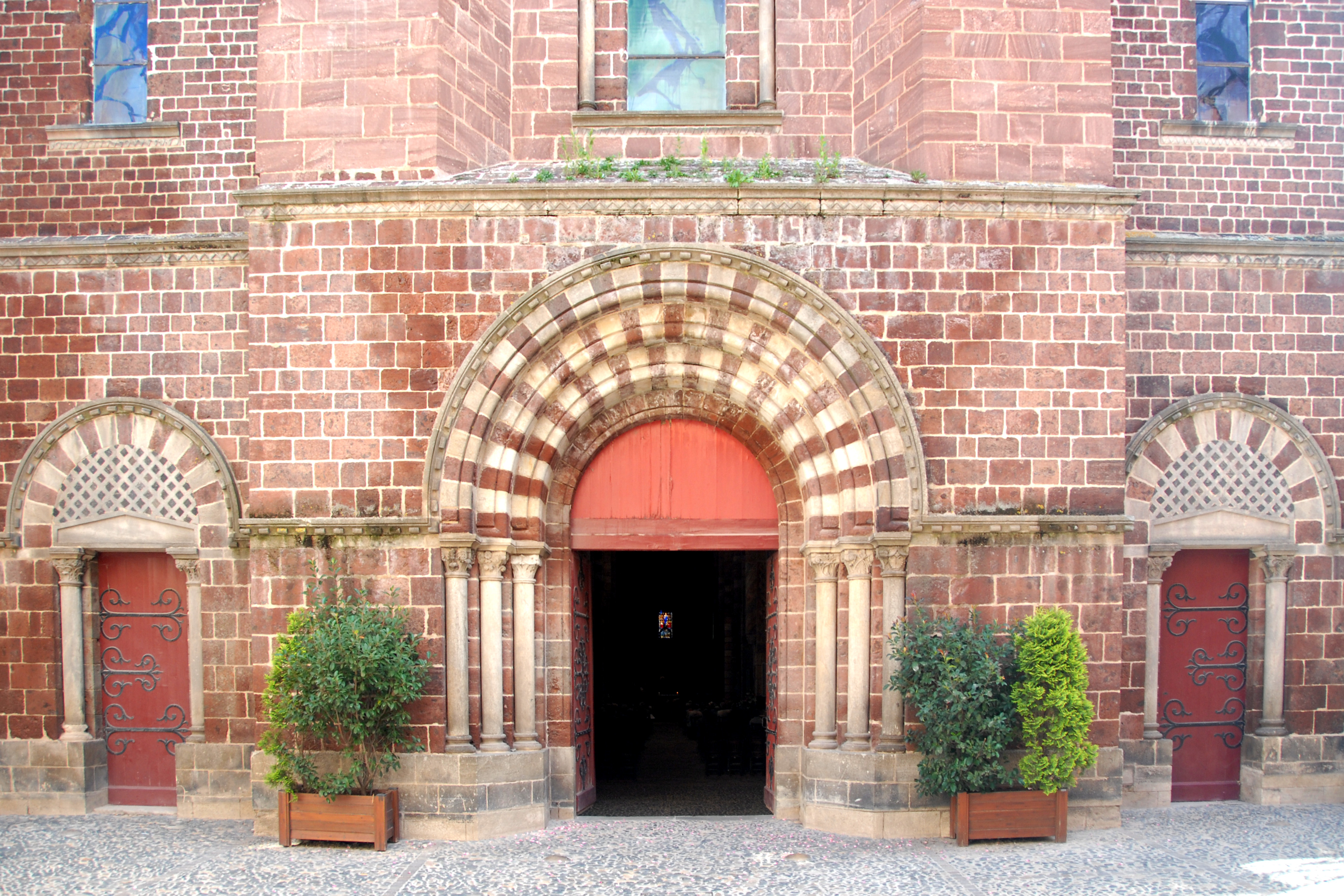
Detalle de los portales
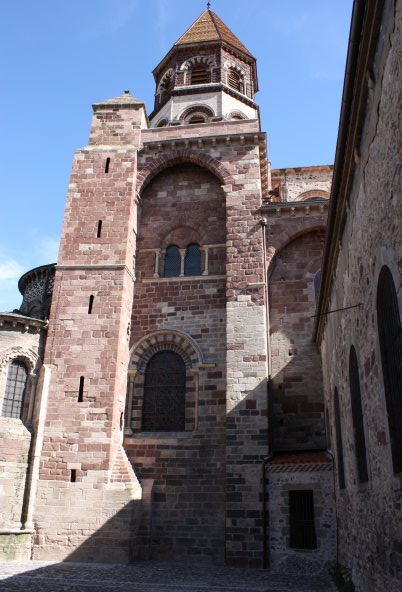
Transepto
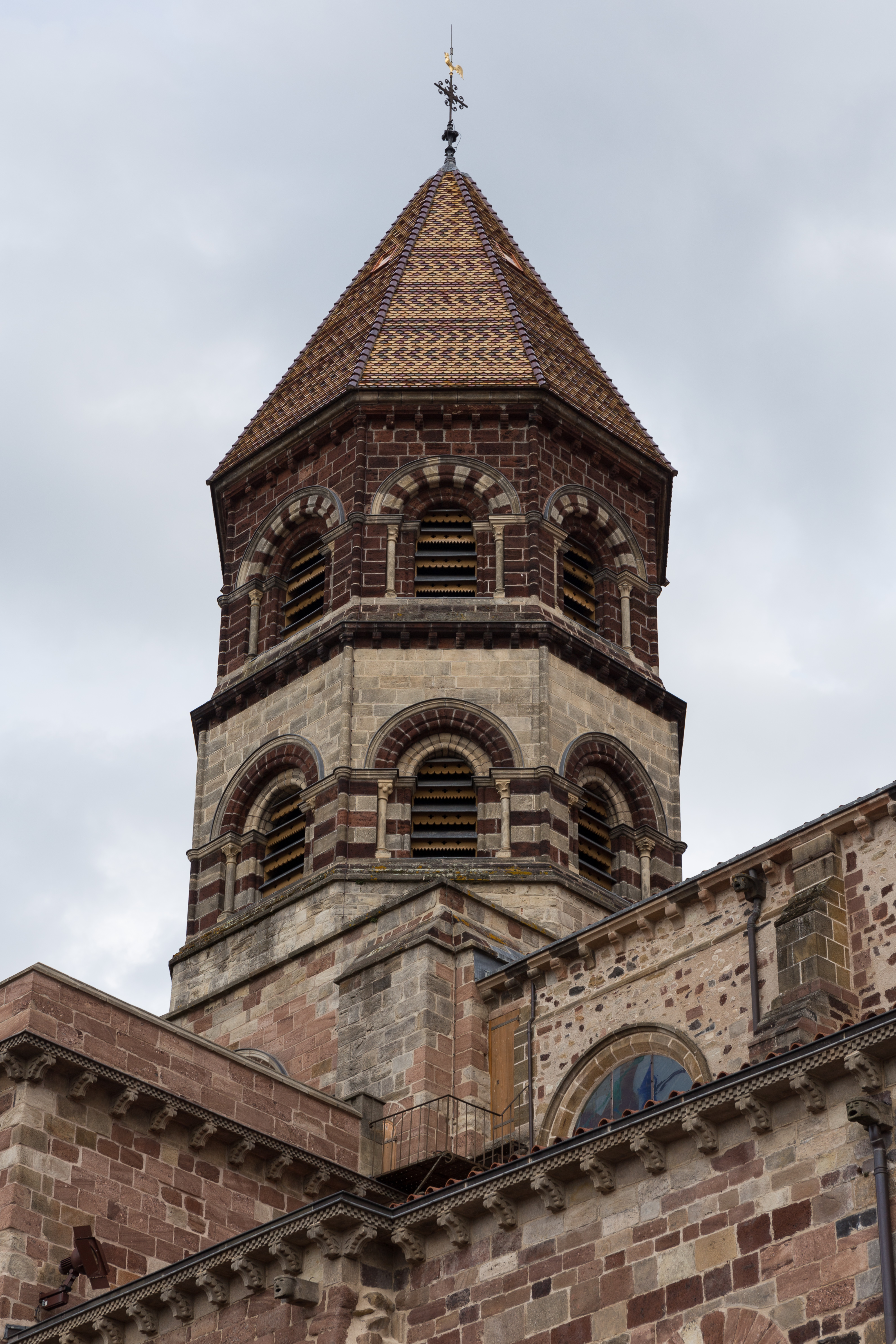
Detalle campanario

Cabecera
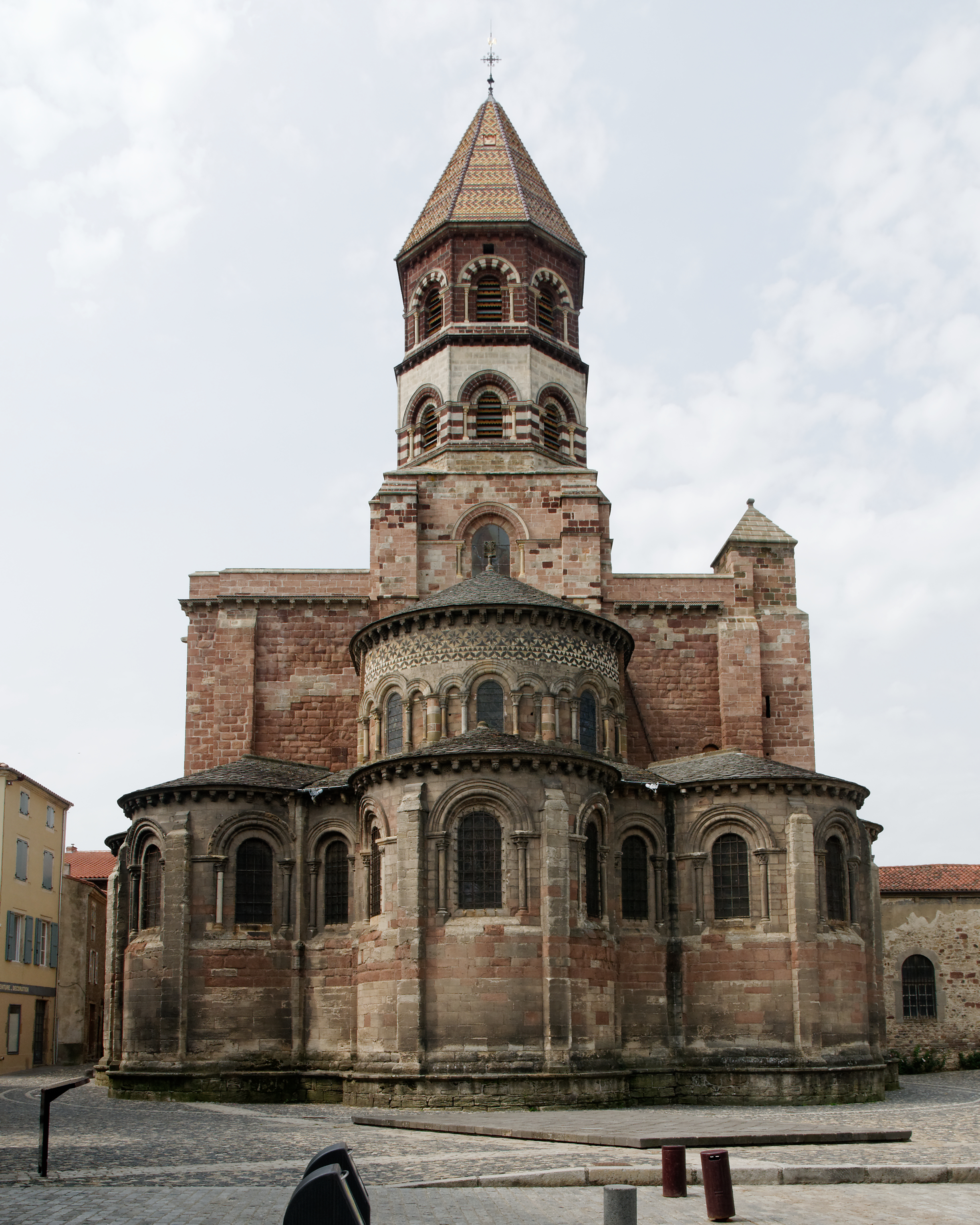
La cabecera
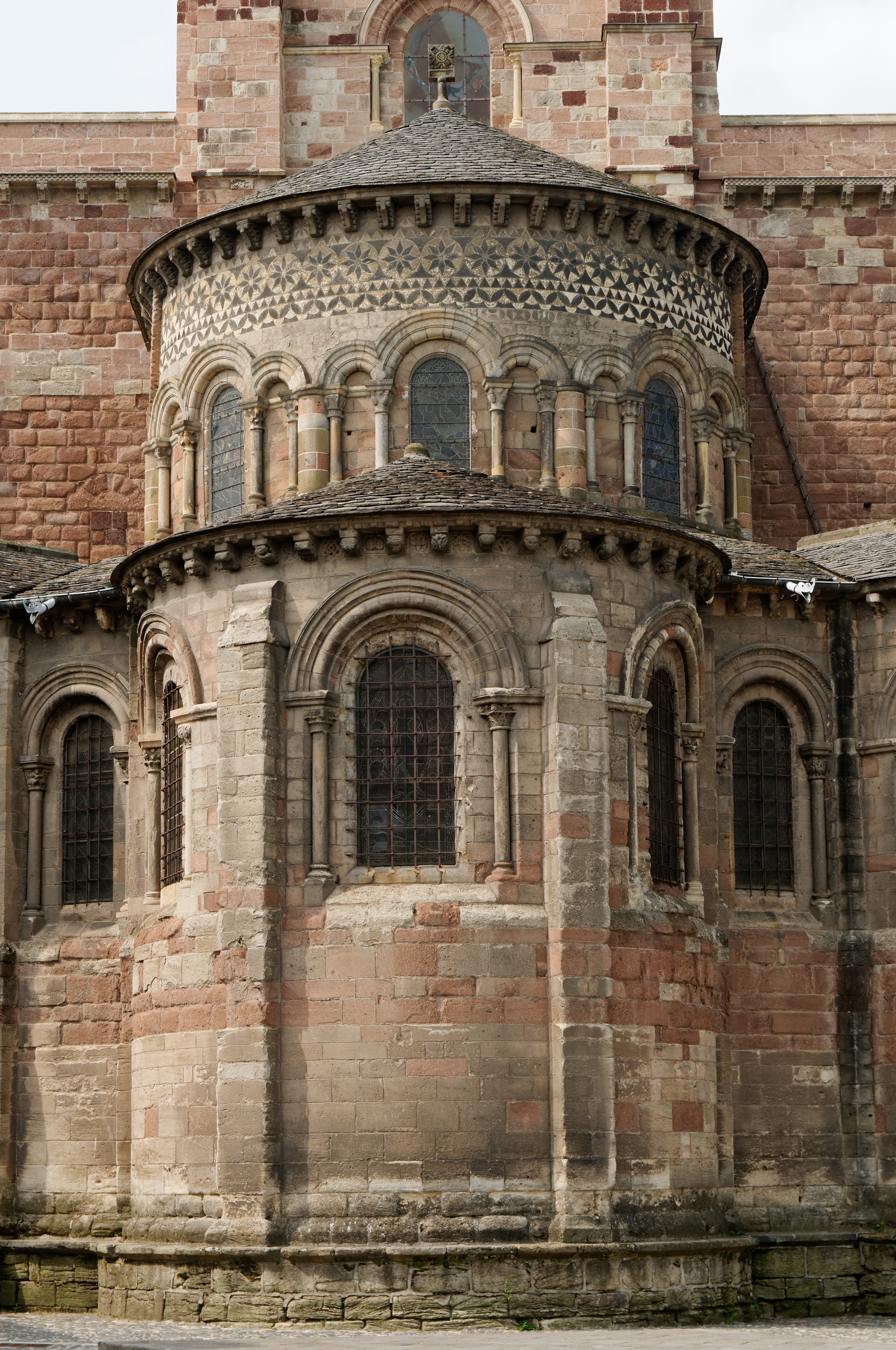
Detalle de la cabecera
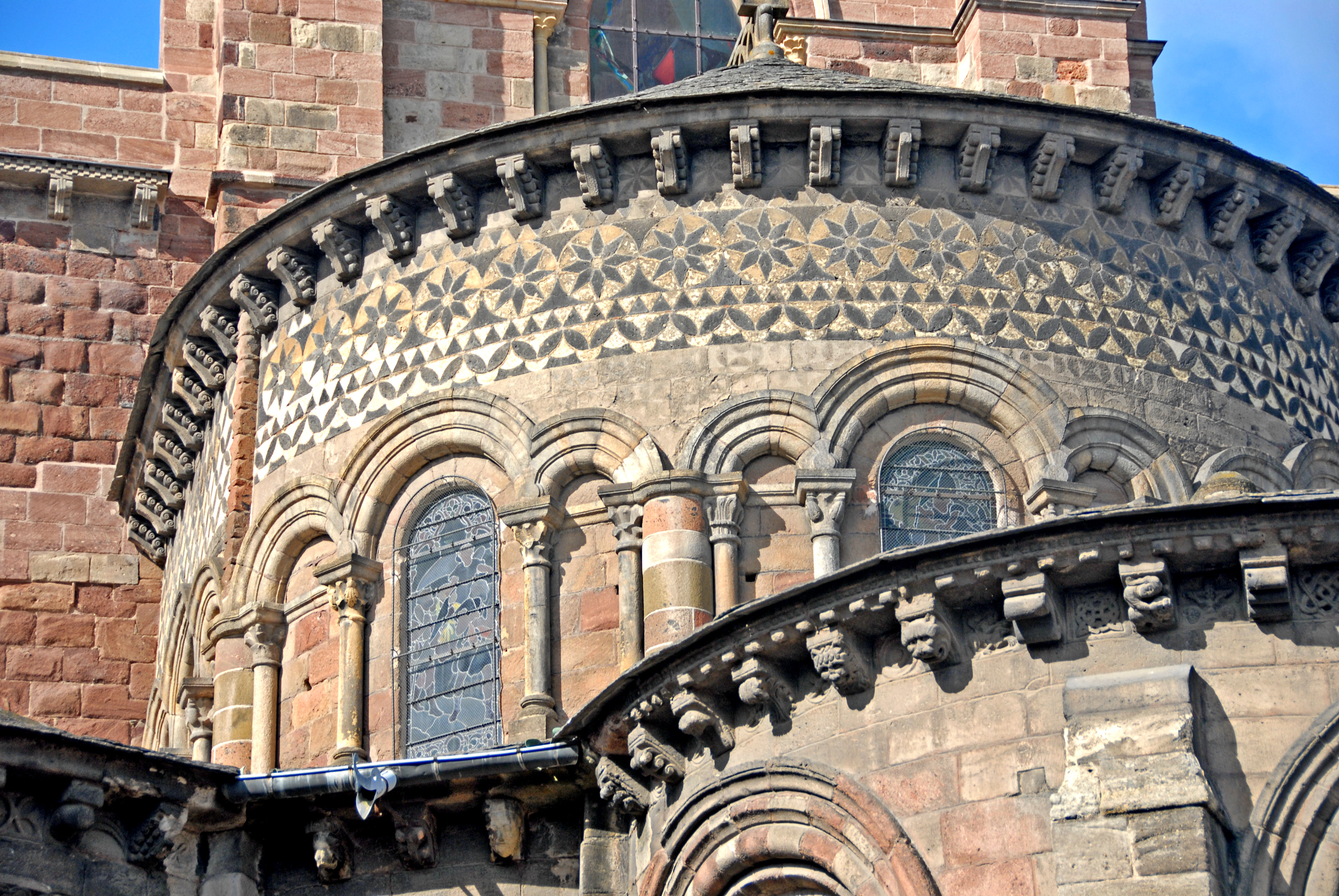
Detalle más cercano
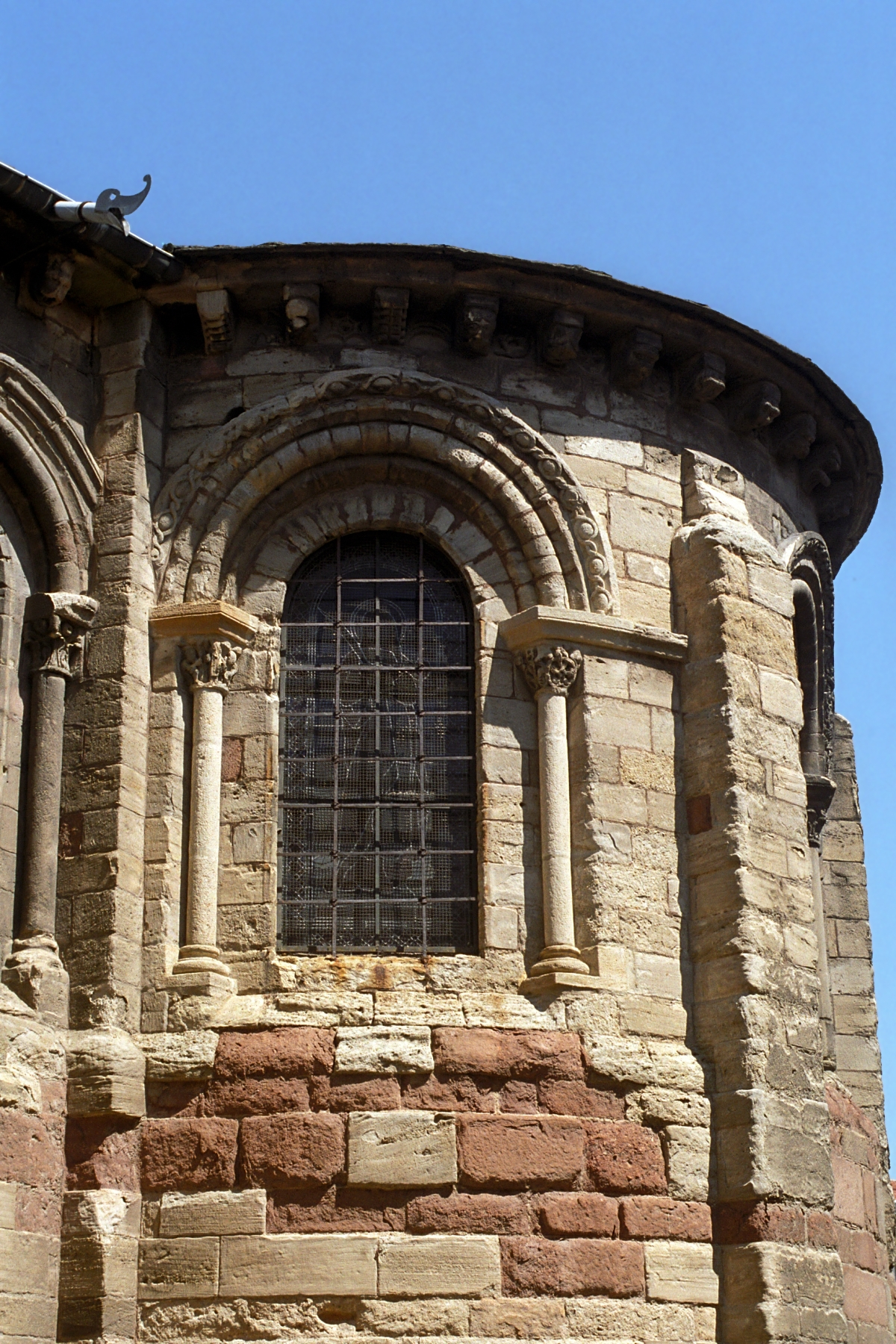
Capilla radiante

### Arquitectura interior
El interior de la iglesia se caracteriza por una bella policromía de piedras grises, rojas, blancas y negras que provienen de canteras cercanas: la piedra arenisca roja procede de Allevier  (Azérat), la piedra caliza de Beaumont, el basalto de La Vergueur (Saint-Just-près-Brioude) y el mármol de Lauriat. Armonizan con el pavimento, en guijarros del Allier blancos y negros, con patrones geométricos de arabescos.
La nave, de  74 m de largo, tiene cinco tramos. Está apoyada en columnas de planta cuadrada, coronadas por capiteles decorados con diversos motivos: quimeras, sirenas, palmetas estilizadas, hojas de acanto, espíritus alados, un minotauro e incluso Hermes criofores. Otros evocan escenas de la vida cotidiana: un domador de monos, un avaro con su libro de cuentas, un combate de caballeros. Tres capitales historiados representan a Cristo en majestad, un ángel orando y las Santas mujeres en la tumba. Algunas columnas todavía muestran rastros de frescos.
A la entrada de la nave, el nártex está coronado por una tribuna que alberga la capilla de Saint-Michel, accesible por una pequeña escalera de caracol. Soporta el campanario de planta cuadrada. Bajo la linterna del coro se encuentra la "cripta" que aloja los restos de san Julián: los vestigios del martyrium inicial se encuentran en el subsuelo al sobreelevar el suelo en los tiempos modernos. Las naves laterales desembocan en un gran deambulatorio, flanqueado por cinco capillas radiantes.

Vistas del interior
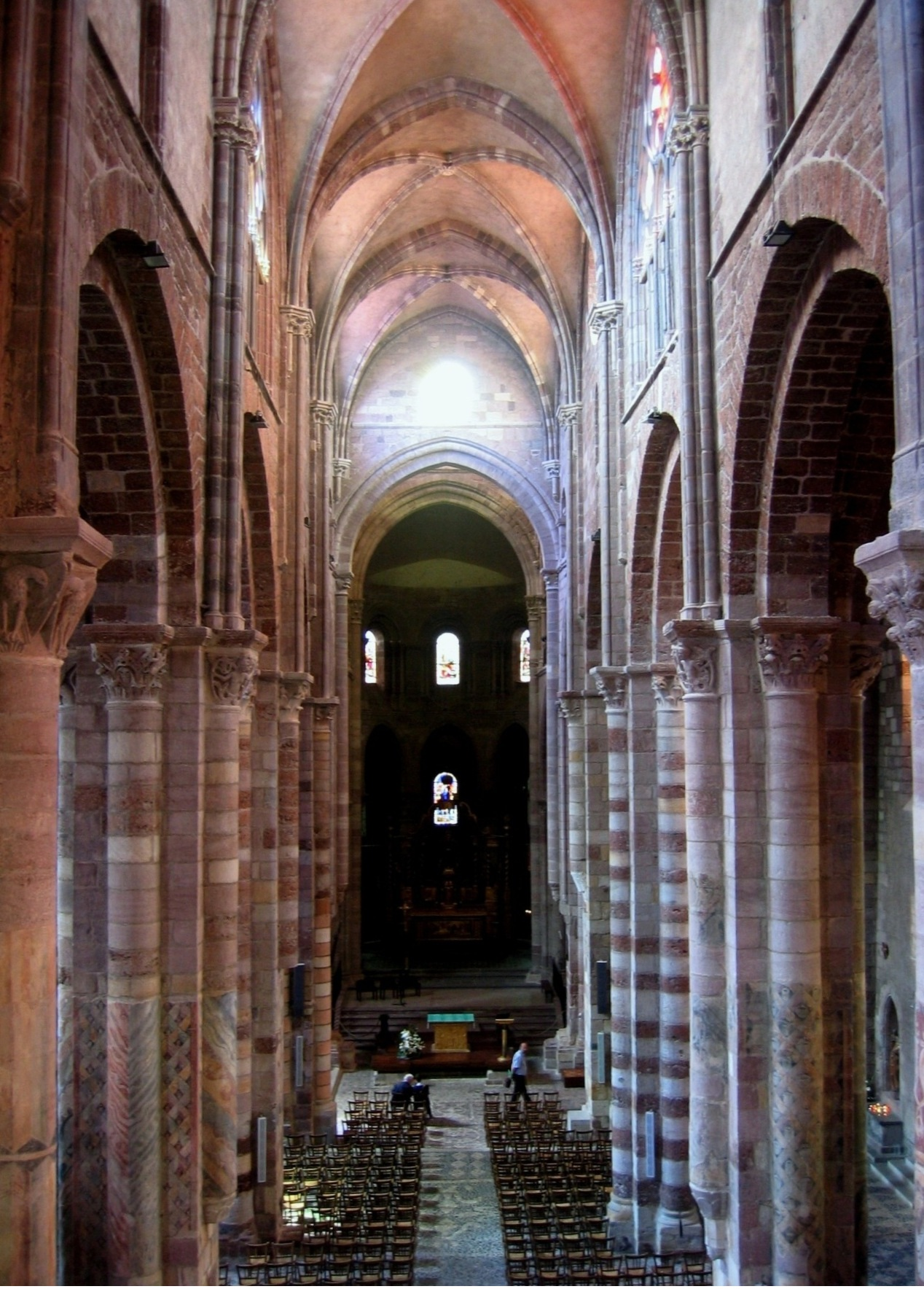
La nave
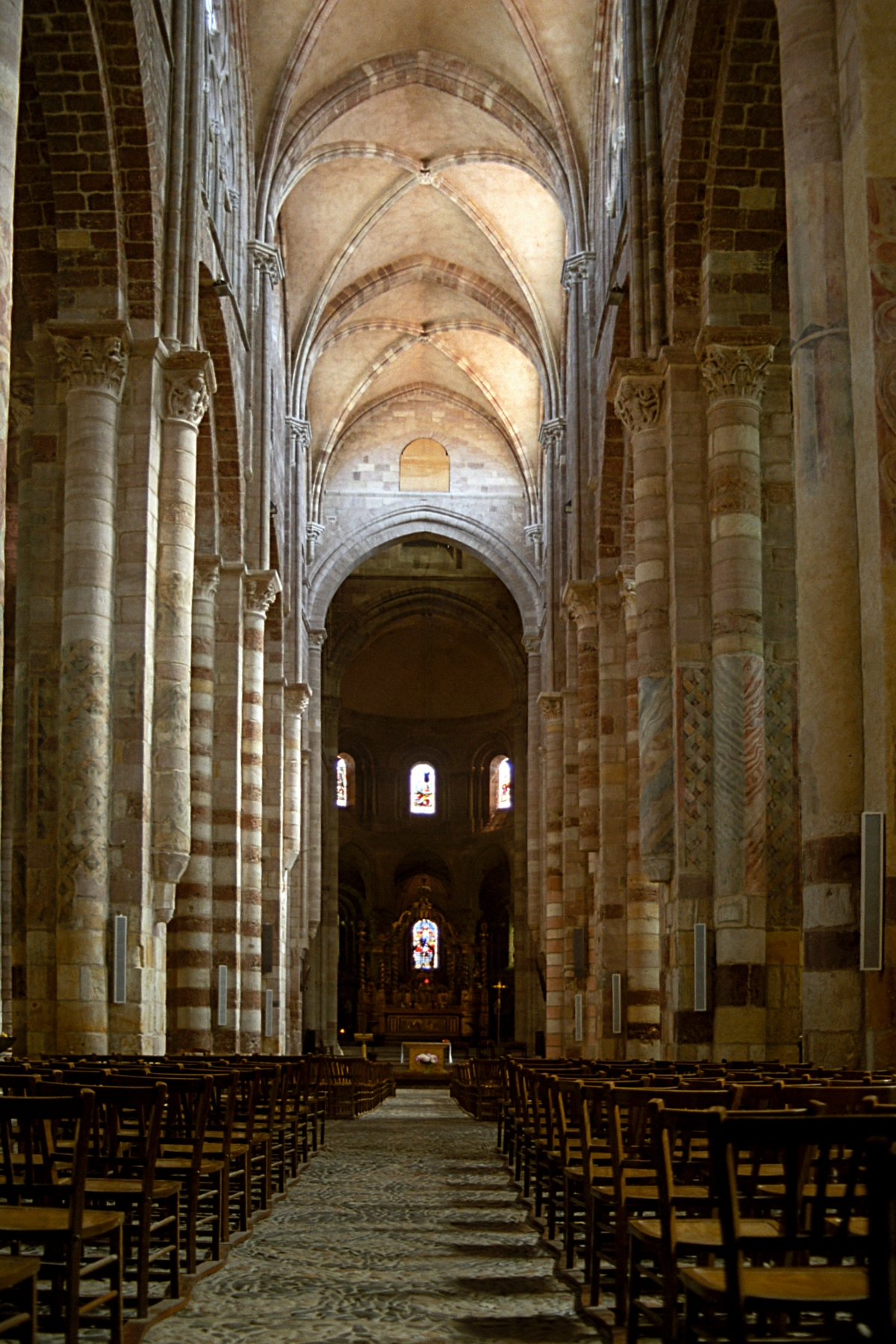
La nave
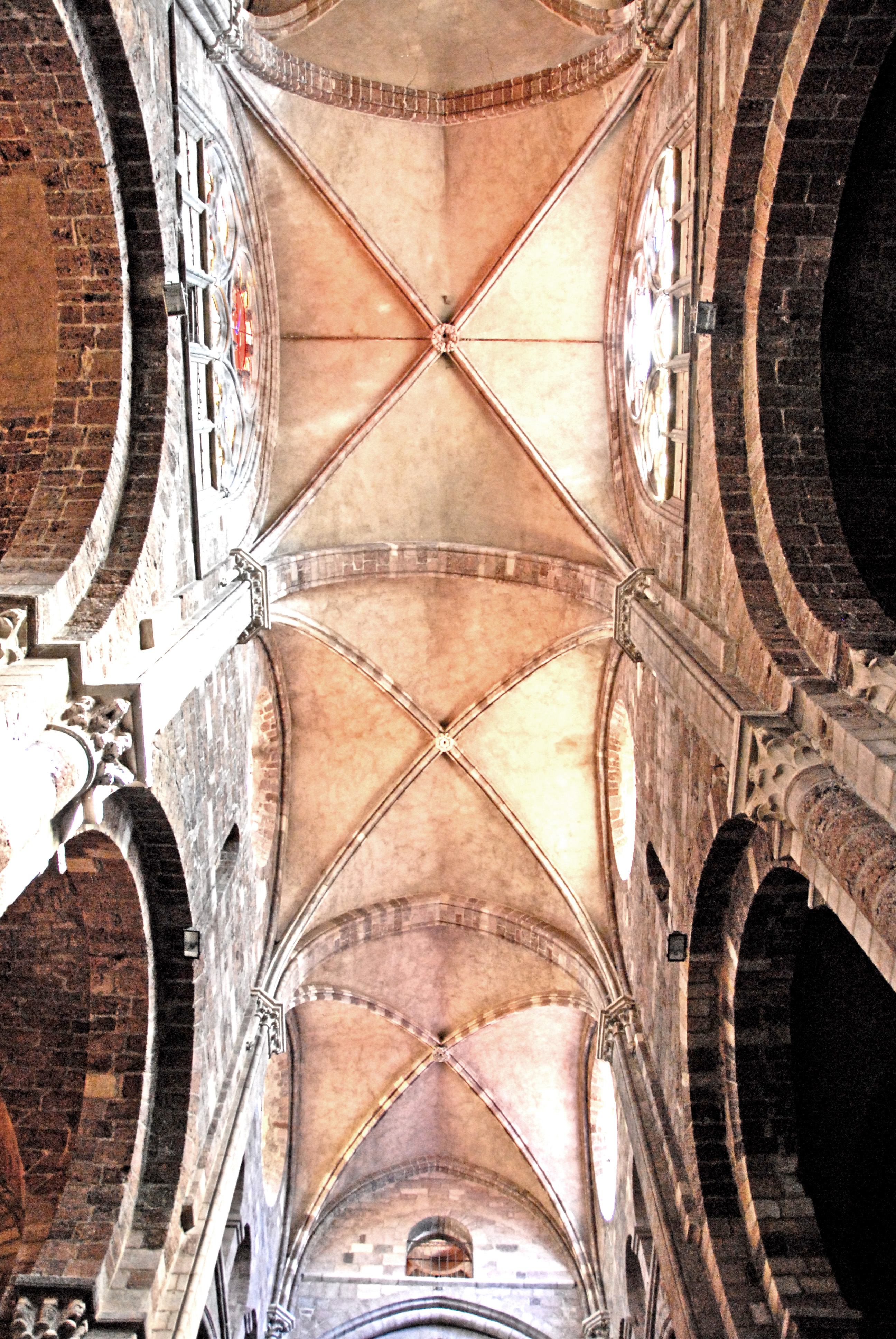
Bóvedas de arista
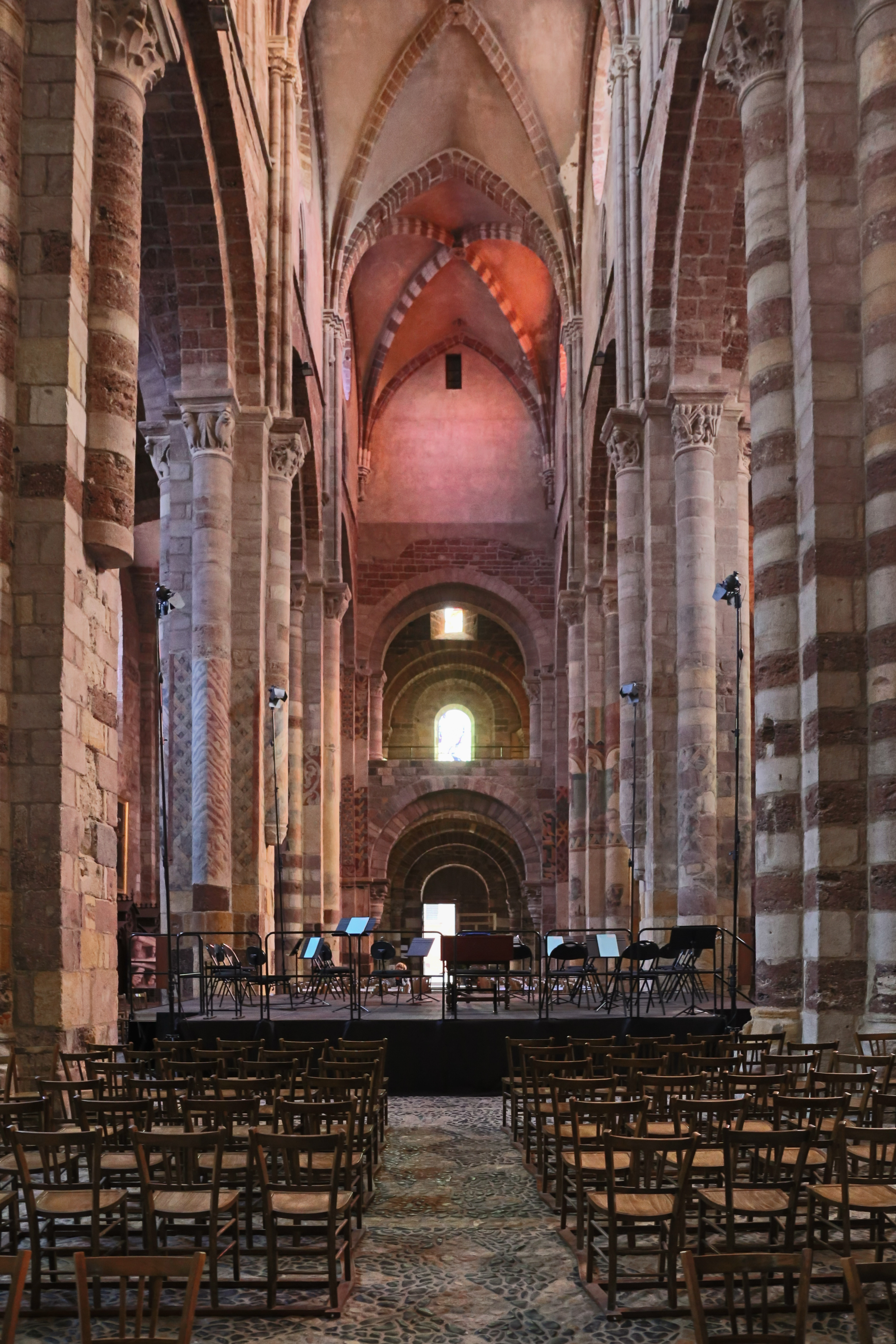
Vista hacia la entrada
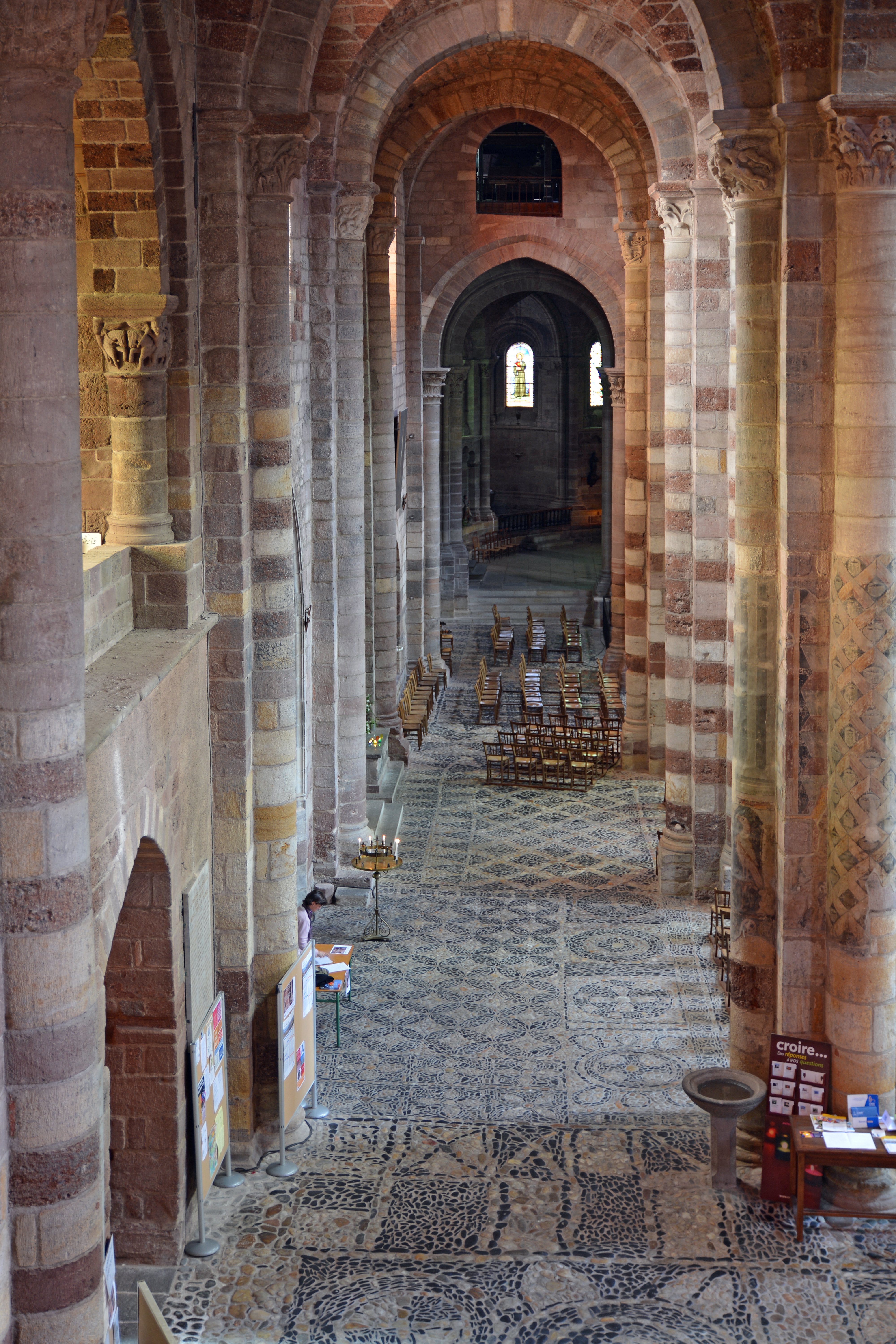
Vista desde la tribuna sobre el nártex
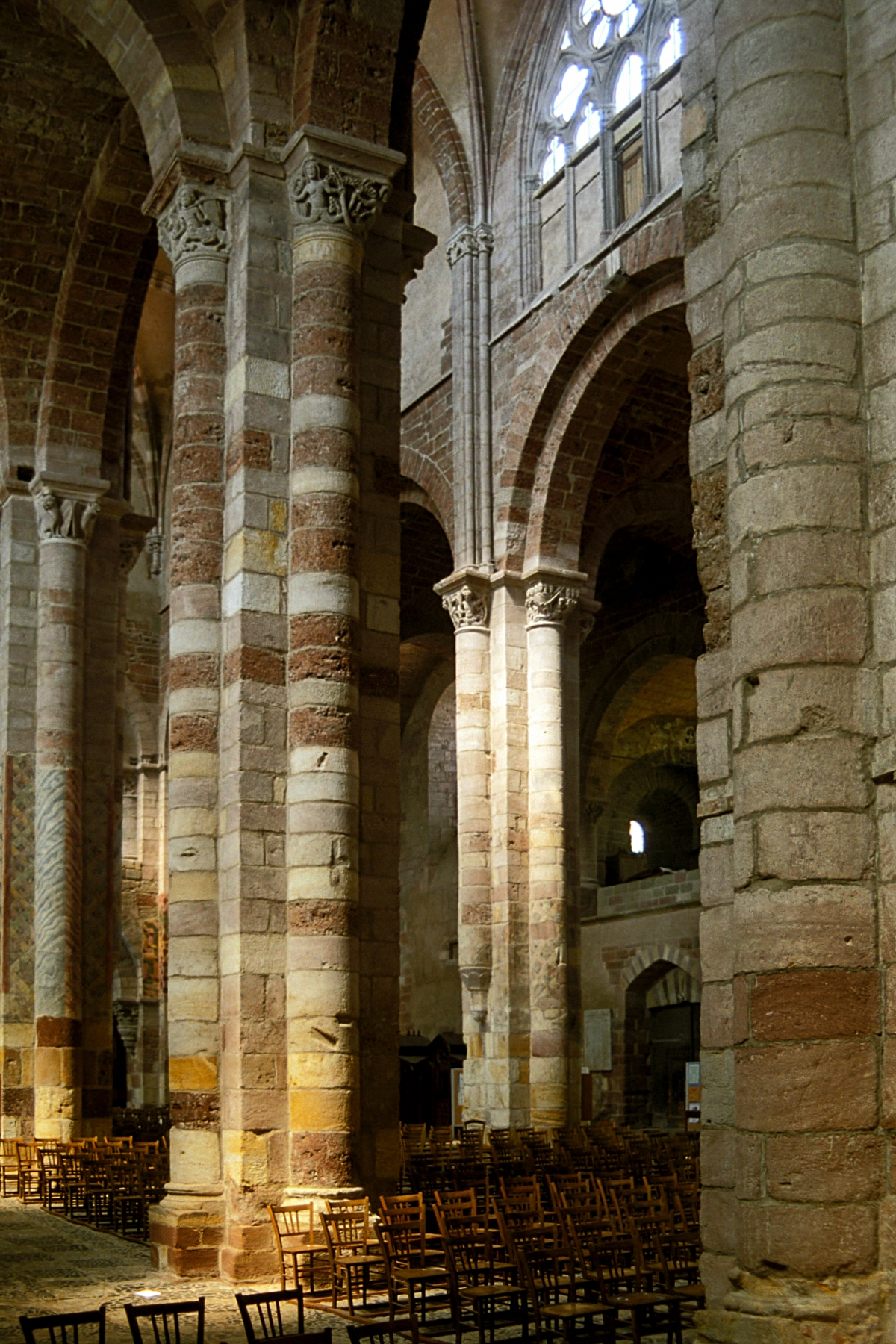
Pilas de la nave y nave lateral
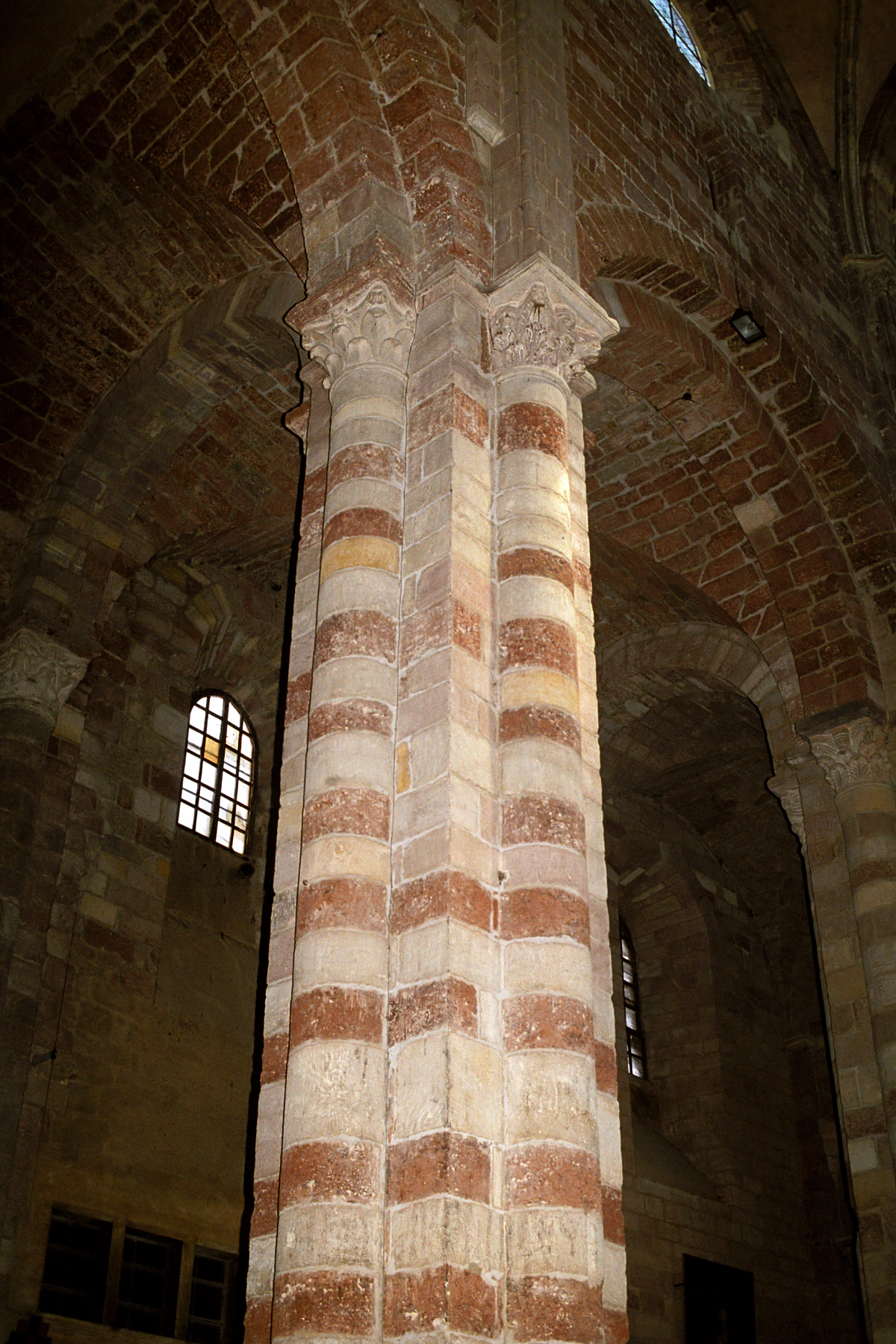
Pila de la nave

## Decoración
La basílica alberga un mobiliario de gran interés. La Virgen llamada de Chariol, del siglo XIV, en piedra volcánica. La Virgen con el pájaro, estatua en  madera dorada un poco más tardía, muestra a la Virgen con el Niño Jesús que sostiene en la mano a un pájaro. La Virgen parturienta, estatua de madera policromada del siglo XV, es una rara representación de la Virgen María, poco antes de la Natividad: alargada, la cabeza  apoyada en la mano derecha y la mano izquierda posada en un vientre ligeramente redondeado, la Virgen espera sonriendo el parto. La estatua probablemente proviene de un nacimiento de tamaño natural. El Cristo leproso, procedente de la leprosería de Bageasse, es una estatua en madera encolada policromada más grande que el natural y que data de inicios del siglo XV; según la leyenda, un leproso habría yacido sobre la estatua implorando la curación: la enfermedad habría sido entonces transferida a la estatua. Una estatua de mármol de Santiago de Compostela, de la misma época, adorna ahora el pórtico norte.
La restauración de 1957 ha despojado los muros del revestimiento y restaurado la piedra arenisca con su cálido color. También ayudó a destapar 140 m2 de decoración pintada. La capilla de San Juan Bautista, en el deambulatorio, muestra los cuatro jinetes del Apocalipsis guiados por Cristo y dirigiéndose hacia un ciborium; una figura de Cristo glorioso los sobrevuela, y, a su izquierda, el apóstol Juan escribe al dictado del Espíritu Santo. La capilla de San Miguel, en la tribuna sur del nártex, también está decorada con frescos del siglo XIII: en la bóveda, Cristo en  gloria está rodeado de los cuatro evangelistas, de ángeles y santos, mientras que en el muro de corte se muestra, en la parte inferior, el infierno y, en la parte superior, la victoria de los arcángeles Miguel y Gabriel sobre Satanás. Los pilares que soportan la tribuna y cuatro pilas de la nave están decoradas igualmente con pinturas.
Las antiguas vidriera de la iglesia desaparecieron durante la Revolución. Las vidrieras contemporáneas son obra de François Baron-Renouard en 1983 y del dominico Kim En Joong en 2008.

Detalles interior
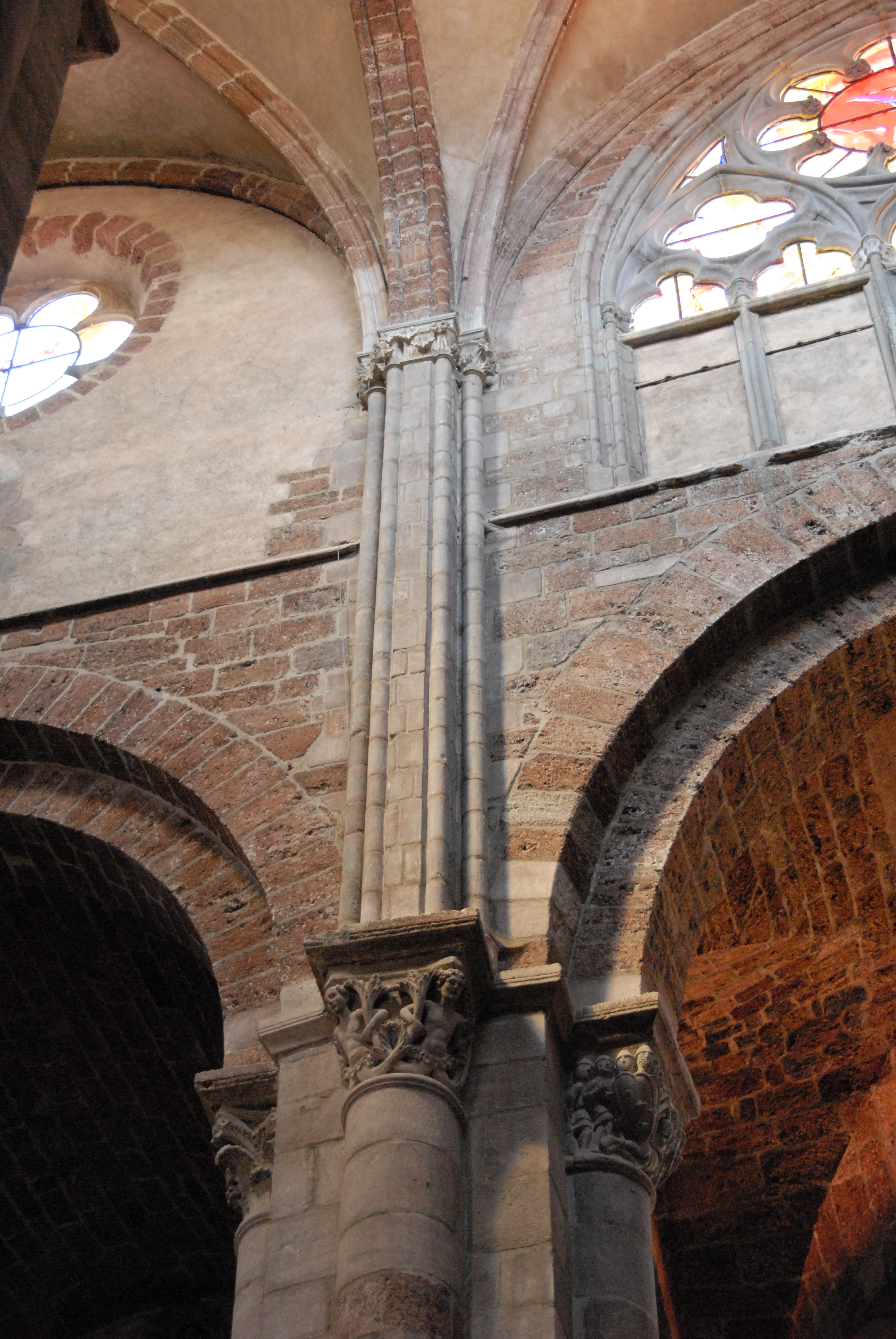
Detalle alzado lateral
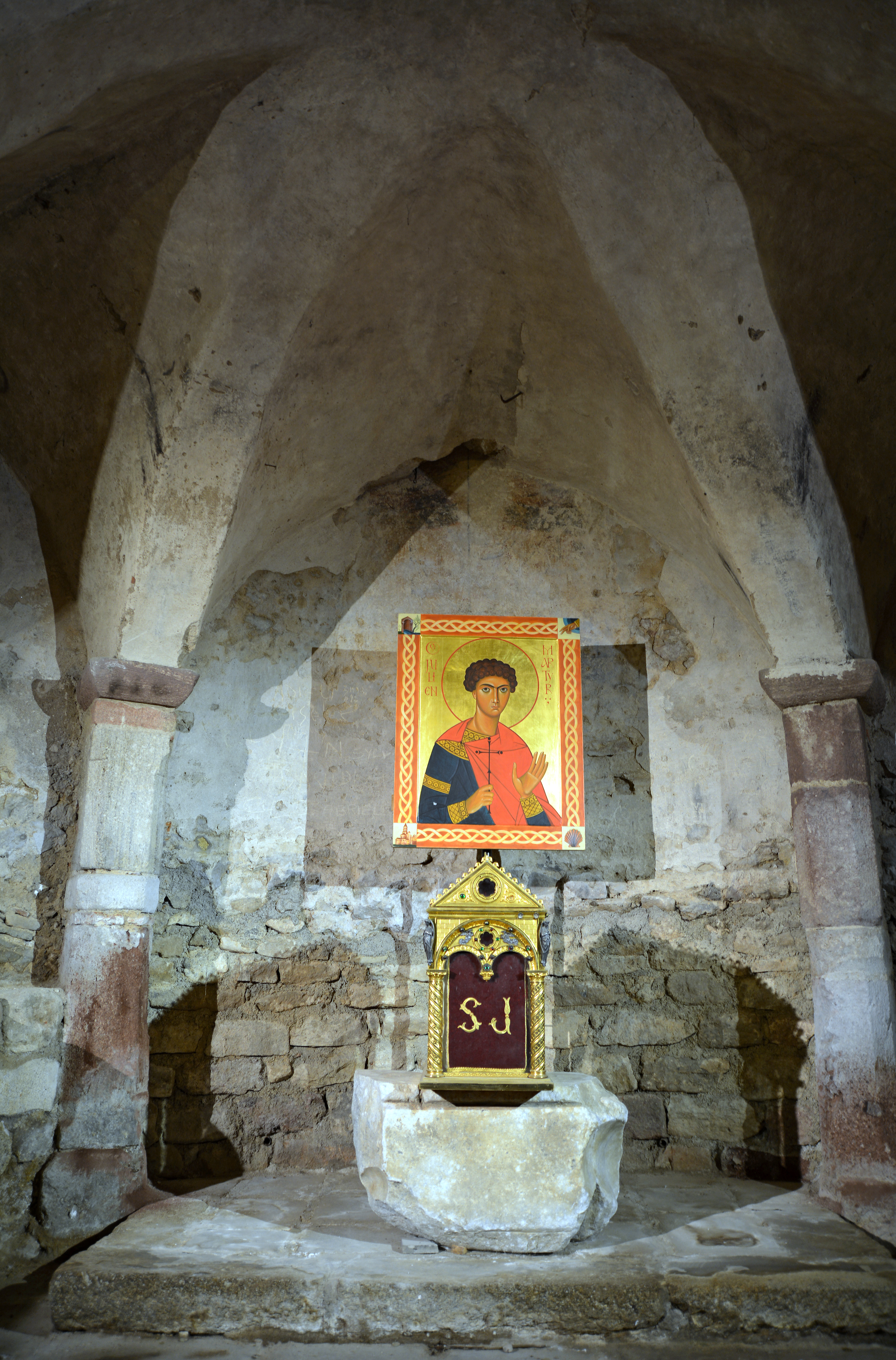
Cripa y reliquias de San Julián
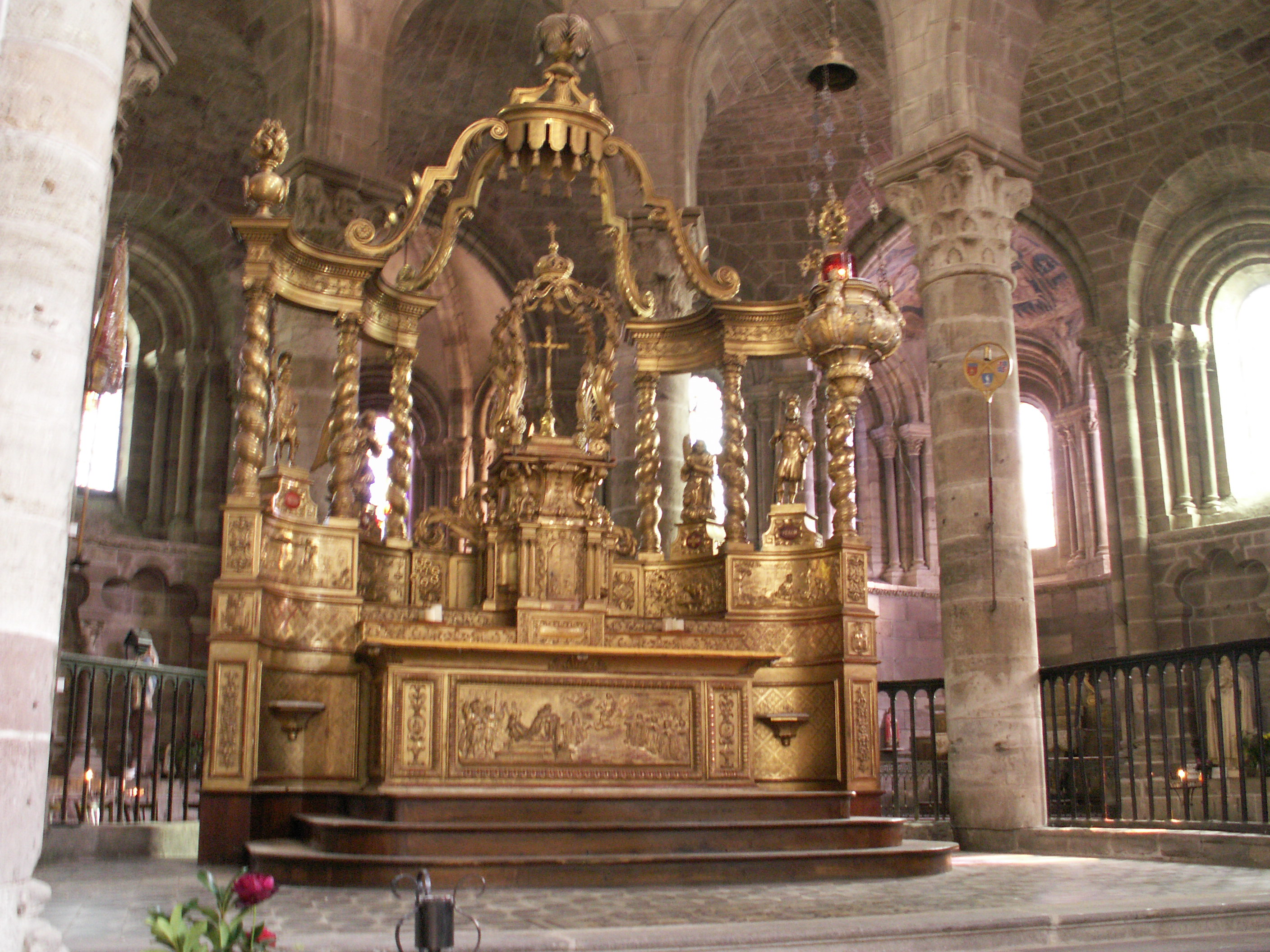
Altar mayor
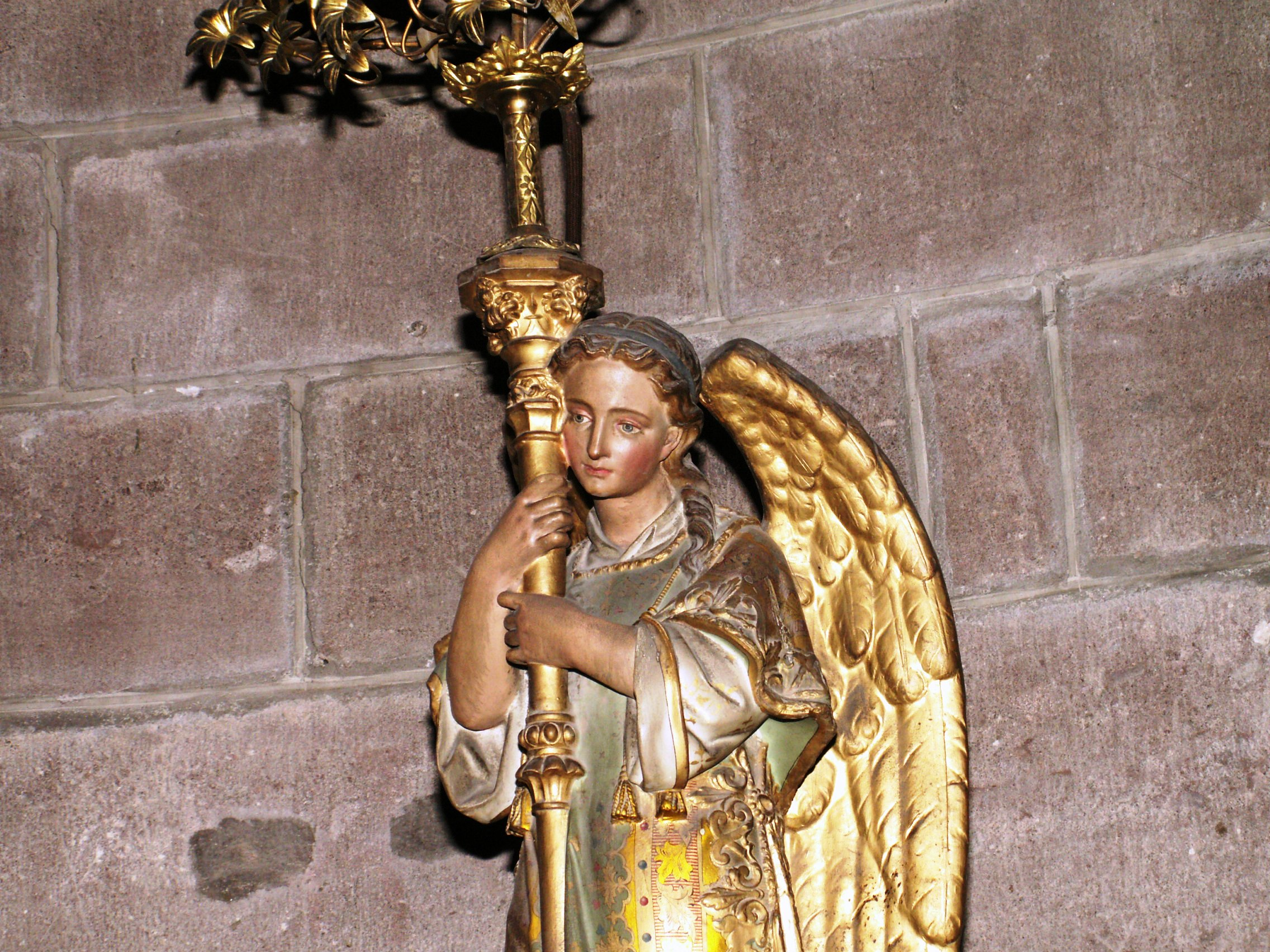
Ángel de la capilla axial
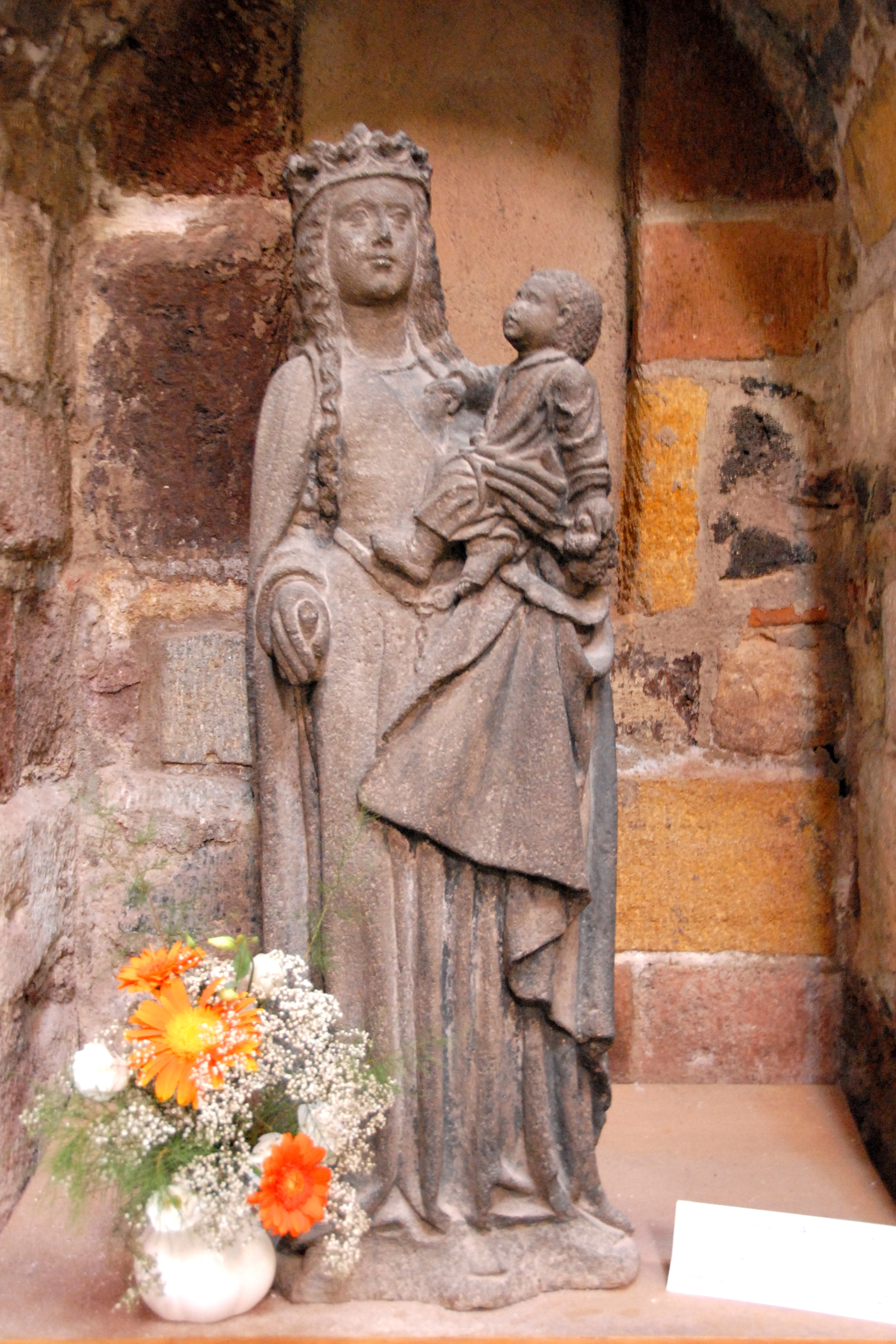
Virgen con el Niño